# 世界銀行
世界銀行（せかいぎんこう、英語: World Bank）とは、世界銀行グループが保有する5つの国際機関のうち、国際復興開発銀行（IBRD）と国際開発協会（IDA）の総称であり、低・中所得国の政府に対して資本プロジェクトを進めるために融資や助成金を提供する国際金融機関である。1944年のブレトン・ウッズ会議で、国際通貨基金とともに設立され、1947年にフランスに最初の融資を行った。1970年代は途上国への融資が中心だったが、1980年代には途上国への融資から脱却した。この30年間は、NGOや環境保護団体も融資対象に加えている。融資戦略は、ミレニアム開発目標や環境・社会保障制度の影響を受けている。
世界銀行は、総裁と25人の専務理事、29人の副総裁によって運営されている。IBRDとIDAはそれぞれ189カ国と174カ国が加盟している。米国、日本、中国、ドイツ、英国が最も多くの議決権を持っている。IBRDは貧困削減のために途上国への融資を目的としている。また、グローバルなパートナーシップやイニシアティブに参加し、気候変動への対応にも取り組んでいる。世界銀行は多くのトレーニングウィングを運営しており、クリーンエアイニシアチブや国連開発事業とも連携している。また、オープンデータイニシアティブの中で活動し、オープンナレッジリポジトリをホストしている。
世界銀行は、インフレを促進し、経済発展に害を与えていると批判されている。その統治方法も批判されている。世銀に対する大規模な抗議運動もあった。また、Covid-19パンデミックに対する世銀の対応にも批判がある。

## 沿革
1944年7月のブレトン・ウッズ会議で、国際通貨基金と共に設立が決定された国際復興開発銀行は、翌1945年に実際に設立され、1946年6月から業務を開始した。
設立当初、国際通貨基金は国際収支の危機に際しての短期資金供給、世界銀行は第二次世界大戦後の先進国の復興と発展途上国の開発を目的として、主に社会インフラ建設など開発プロジェクトごとに長期資金の供給を行う機関とされ、両者は相互に補完しあうよう設立された。ソビエト社会主義共和国連邦は決定には賛成したものの条約を批准せず、出資金を払い込まなかったために加盟できず、冷戦終結にいたるまで、世界銀行の社会主義圏における活動は低調なものとなった。
最初の融資は、フランスをはじめとする第二次世界大戦で戦災を受けた西ヨーロッパ諸国であったが、こうした先進諸国の復興は、設立間もない世界銀行の資金力では到底追いつかず、1947年にアメリカ合衆国によるマーシャル・プランが開始されると、世界銀行は発展途上国の開発資金援助に特化した。
1948年の世界銀行の融資額は3億7800万ドル、同年度のマーシャル・プランの融資額は40億ドルを超えており、アメリカが直接西欧諸国の復興に資金を供出した方がはるかに有効だったからである。またアメリカ合衆国が主導権を握っていることとソ連の不参加から、世界銀行の融資はそのまま西側の支援の一角となった。世界銀行はこの方針転換のため、一時直接的な融資よりもそのための調査を重点に行うようになり、1958年まで1948年度の融資額を越えた年が存在しないなど、1950年代を通じて融資額は低調となった。1950年代と1960年代を通じて、融資総額の半分以上がインフラストラクチャーへの投資で占められているなど、融資は大規模プロジェクトへのものが中心を占めていた。
1968年にロバート・マクナマラが第5代世界銀行総裁に就任すると、世界銀行の姿勢は大きく変化した。彼は1968年の総会で、融資の額を69年からの5年間で以前の5年間の倍にすると表明し、彼の元で世界銀行は急速に貸付を拡大し、それまでの22年間の総融資額よりも、マクナマラの最初の一期四年の融資総額の方が大きくなるなど大きな影響力を持つようになった。
それまでの財源の中心であった各国の拠出金に変わり、マクナマラは世界銀行債を積極的に発行することで市場から資金を調達することに成功し、以後世界銀行の独立性は高くなった。この拡大路線の中で、それまで融資対象に含まれていなかった教育など社会分野にも融資が行われるようになった。
また国際通貨基金も、1970年代以降為替変動相場制を採用する国が増加したのに伴い、加盟国の国際収支から国内金融秩序安定へその監視助言業務の比重を次第に移し、途上国への融資をその任務に含めるようになっていった。この融資拡大は各途上国の債務残高を増大させ、1980年代以降、開発途上国で債務問題がしばしば発生する原因となった。また旧社会主義諸国が次々と市場経済制度に移行するに至り、開発途上国の金融制度に関する分野では、その業務にIMFと一部重複も見られるようになった。
開発途上国の債務問題に関しては、世界銀行は1980年からIMFと共同で経済危機に陥った途上国に対し、経済支援の条件として構造調整政策の実施を行うよう求めた。これは、肥大化した公的セクターの縮小や各種補助金や公務員の給与の削減によって支出の削減を行うとともに、経済を自由化させて自由競争の下で経済を成長させようというものだった。
しかし、公的部門の縮小によって失業が増大し、教育や医療などの質的低下によって社会不安が増大するなどといった悪影響が大きく、特にアフリカにおいては多くの国で構造調整後も経済の沈滞は悪化する一方で、政策は必ずしも成果を挙げていない。さらに民間融資の低迷によって世界銀行及びIMFからの融資が後発途上国への融資の大部分を占めることとなってしまい、さらに先進国も融資条件として構造調整政策の実施を前提として求めたため、この両機関の意向が途上国経済を左右することが可能となってしまい、内政不干渉の原則にはずれるとの批判の声も上がった。
また、従来推進してきた大規模プロジェクトにおいて、その非効率性や環境への影響が指摘されるようになり、それへの対応策として世界銀行は各地のNGOと共同でプロジェクトを行うことが多くなっていった。この動きを推進したのが1995年に総裁に就任したジェームズ・ウォルフェンソンであり、またこの時期に組織改革も行われた。2005年にはポール・ウォルフォウィッツが総裁に就任したが、スキャンダルによって2007年に失脚した
世界銀行の規模が大きくなるにつれ、それを補完する機関が必要となっていき、その結果、1956年には世界銀行では融資できない民間企業に融資を行う国際金融公社が設立され、ついで1960年には世界銀行からの借り入れもできない貧しい発展途上国向け融資を目的とした国際開発協会ができ、1966年にはさらに発展途上国と外国投資家との紛争を仲裁する国際投資紛争解決センターが、最後に途上国への投資に対し保証を与え、さらにサービスや助言をも与える多国間投資保証機関が1988年に設立されて、現在の世界銀行グループが形成された。

## 日本との関係
1952年に世界銀行に加盟した後、1953年から日本の借り入れが始まり、合計8億6,000万ドルを借り入れ、その資金は東海道新幹線や名神高速道路・東名高速道路などのインフラの整備に充てられるなど、1960年代までの日本は主要な貸し出し国のひとつとなっていた。
やがて、日本の経済成長とともに、それにもかかわらず融資を受け続けていることへの批判が発展途上国から高まったことを受け、1967年には経済成長によって投資適格国から卒業し、以後新規融資は停止されることとなった。その後日本は世界銀行への純出資国となり、出資割合も経済の成長とともに急激に伸びていって、1971年には日本は5大出資国の1つとなって理事一人を自由に任命することができるようになった。世界銀行への残存債務も返済は順調であり、1990年7月には世界銀行からの借金を全額返済することとなった。

## 世界銀行グループ
世銀には関連の国際機関が5つあり、それを総称して世界銀行グループと呼ばれている。
世界銀行グループを形成する機関は、以下の5つである。
- 国際復興開発銀行（英語: International Bank for Reconstruction and Development、IBRD）

主に中所得国に対して開発資金を融資する役割を持つ。開発資金の多くは金融市場にて世界銀行債を発行することによって調達される。最初に成立した世界銀行グループの機関であり、もっとも狭義の世界銀行という名称はこの銀行のみを指す。
- 国際開発協会（英語: International Development Association、IDA）

国際復興開発銀行の融資基準に満たない貧しい国に開発資金を供給する。第二世界銀行とも呼ばれる。貧困国向けの融資であるため融資条件は国際復興開発銀行に比べ緩和されており、しばしば贈与も行われる。開発資金の多くは先進各国からの拠出金によってまかなわれている。世界銀行という呼び名が使用される場合、国際復興開発銀行と国際開発協会の両行を指して呼ぶことが一般的である。
- 国際金融公社（英語: International Finance Corporation、IFC）

国際復興開発銀行・国際開発協会の融資は政府向けのものに限られるため、そこからは融資できない途上国の民間企業向けの融資を行う機関である。
- 多国間投資保証機関（英語: Multilateral Investment Guarantee Agency、MIGA）

途上国への融資に保証を与えることで、外国からの融資を促進するための機関である。
- 投資紛争解決国際センター（英語: International Center for Settlement of Investment Disputes、ICSID）

発展途上国と外国投資家との投資紛争を仲裁するための機関である。

## 組織
世界銀行の意思決定機関は、総務会である。総務会はすべての加盟国から総務1人と代理1人が参加する。総務と代理には、各国の蔵相や中央銀行総裁が選ばれることが多い。各国は出資比率にもとづき、保有する世界銀行株1株につき1票の投票権を持つ。2010年、もっとも票数が多いのはアメリカ合衆国で、総票数の15.85%を持つ。次いで票数が多いのは日本で6.84%を占め、以下、中国4.42%、ドイツ4.00%、イギリス3.75%、フランス3.75%、インド2.91%、ロシア2.77%、サウジアラビア2.77%、イタリア2.64%の順となっている。総務会は、国際復興開発銀行と国際開発協会、それに国際金融公社をまとめたものがひとつと、多国間投資保証機関のみを統括するものがひとつある。なお、各機構への出資額が違うため、同じ総務会でも機構ごとに各国の所持する票数は異なる。
総務会はIMFとともに年に一度総会を行い、ここで各種決定を行う。総会は3回のうち2回はIMFおよび世界銀行の所在地であるワシントンDCで行われ、1回、3年に1度はそれ以外の加盟国で行われるのが慣例となっている。2012年度の総会は開催されるはずであったエジプトでアラブの春による政情不安が起きて開催を返上したため、東日本大震災からの復興をアピールするために日本が立候補し、2011年6月6日に日本開催が決定された。こうして、2012年の10月12日から10月14日にかけて東京で総会が行われることとなった。
総務会は、権限のかなりを理事会に委任している。理事会は、最大出資国5カ国（2010年までは、アメリカ、日本、ドイツ、イギリス、フランス）から1人ずつと、そのほかの国から選ばれた19人のあわせて24人で構成される。この19人は加盟国を主に地域別にまとめた選挙区から選出される。中国やロシア、サウジアラビアといった拠出額の大きな国は単独の選挙区を持っているが、英語圏アフリカとフランス語圏アフリカはそれぞれひとつの選挙区となっているなど、出資額の少ない多くの国は大きな選挙区に属している。
世界銀行には各国が出資金を払い込んでいるが、実際には国際復興開発銀行は開発資金のほとんどすべてを、金融市場にて世界銀行債を発行することで調達している。これは、国際復興開発銀行の融資対象が中所得国が中心であり、創設以来黒字を上げ続けていることもあって融資の回収の見込みが立っているためである。それに対し、低所得国を融資対象とする国際開発協会は信用度が低く、資金の多くは参加国からの出資金によってまかなわれている。
国際復興開発銀行・国際開発協会ともに融資対象国のリストを作成しており、基本的に国際復興開発銀行は中所得国、国際開発協会は低所得国をその対象としているが、各国の信用度によっては中所得国が国際開発協会の対象となったり、逆に低所得国でも国際復興開発銀行からの融資しか受けられない場合が存在する。また、一定の所得水準や開発水準を満たしたと認められた国は投資適格国から「卒業」することとなり、以後新規融資が受けられなくなる。

## 総裁
総裁は、理事会によって選出される。総裁は世界銀行グループ5社のすべての総裁を兼任し、グループの実務をつかさどる。世界銀行の「President（総裁）」には米国出身者、国際通貨基金の専務理事には欧州出身者が選出されるのが暗黙の了解になっているが、2012年の総裁選においてはアメリカ国籍のジム・ヨン・キムに対し、発展途上国からコロンビアのホセ・アントニア・オカンポとナイジェリアのンゴジ・オコンジョ・イウェアラが擁立され、異例の選挙戦となった。この選挙はオカンポが発展途上国の候補一本化を目指して途中で撤退を表明し、イウェアラとキムの一騎打ちとなったが、最終的には発言権の強い先進諸国の推すキムが総裁に選出された。世界銀行の副総裁には日本人の服部正也（日本人初）、勝茂夫（生え抜きの日本人初）、西水美恵子、西尾昭彦等が選ばれたことがある。
| 代   | 肖像 | 氏名                               | 就任日        | 退任日        | 国籍           |
| ---- | ---- | ---------------------------------- | ------------- | ------------- | -------------- |
| 1    |      | ユージン・メイヤー                 | 1946年6月18日 | 1947年3月17日 | アメリカ合衆国 |
| 2    |      | ジョン・ジェイ・マクロイ           | 1947年3月17日 | 1949年7月1日  | アメリカ合衆国 |
| 3    |      | ユージン・ロバート・ブラック       | 1949年7月1日  | 1963年1月1日  | アメリカ合衆国 |
| 4    |      | ジョージ・デビッド・ウッズ         | 1963年1月1日  | 1968年4月1日  | アメリカ合衆国 |
| 5    |      | ロバート・マクナマラ               | 1968年4月1日  | 1981年7月1日  | アメリカ合衆国 |
| 6    |      | アルデン・ウィンシップ・クローセン | 1981年7月1日  | 1986年7月1日  | アメリカ合衆国 |
| 7    |      | バーバー・コナブル                 | 1986年7月1日  | 1991年9月1日  | アメリカ合衆国 |
| 8    |      | ルイス・トンプソン・プレストン     | 1991年9月1日  | 1995年5月4日  | アメリカ合衆国 |
| 代行 |      | リチャード・フランク               | 1995年5月4日  | 1995年6月1日  |                |
| 9    |      | ジェームズ・ウォルフェンソン       | 1995年6月1日  | 2005年6月1日  | アメリカ合衆国 |
| 10   |      | ポール・ウォルフォウィッツ         | 2005年6月1日  | 2007年7月1日  | アメリカ合衆国 |
| 11   |      | ロバート・ゼーリック               | 2007年7月1日  | 2012年7月1日  | アメリカ合衆国 |
| 12   |      | ジム・ヨン・キム                   | 2012年7月1日  | 2019年2月1日  | アメリカ合衆国 |
| 代行 |      | クリスタリナ・ゲオルギエヴァ       | 2019年2月1日  | 2019年4月8日  | ブルガリア     |
| 13   |      | デイヴィッド・マルパス             | 2019年4月9日  | 2023年6月1日  | アメリカ合衆国 |
| 14   |      | アジェイ・バンガ                   | 2023年6月2日  | （現職）      | アメリカ合衆国 |

## チーフエコノミスト
| 氏名                           | 在任期間      | 出身国         |
| ------------------------------ | ------------- | -------------- |
| ホリス・チェネリー             | 1972年-1982年 | アメリカ合衆国 |
| アン・クルーガー               | 1982年-1986年 | アメリカ合衆国 |
| スタンレー・フィッシャー       | 1988年-1990年 | アメリカ合衆国 |
| ローレンス・サマーズ           | 1991年-1993年 | アメリカ合衆国 |
| マイケル・ブルーノ             | 1993年-1996年 | イスラエル     |
| ジョセフ・E・スティグリッツ    | 1997年-2000年 | アメリカ合衆国 |
| ニコラス・スターン             | 2000年-2003年 | イギリス       |
| フランソワ・ブルギニョン       | 2003年-2007年 | フランス       |
| 林毅夫                         | 2008年-2012年 | 中国           |
| カウシィク・バス               | 2012年-2016年 | インド         |
| ポール・ローマー               | 2016年-2018年 | アメリカ合衆国 |
| シャンタ・デバラジャン（代行） | 2018年        | インド         |
| ペニー・ゴールドバーグ         | 2018年-2020年 | アメリカ合衆国 |
| アート・クレイ（代行）         | 2020年        | カナダ         |
| カーメン・ラインハート         | 2020年-2022年 | アメリカ合衆国 |
| アート・クレイ（代行）         | 2022年        | カナダ         |
| インダーミット・ギル           | 2022年-現職   | インド         |

## 投票権上位20か国
次の表は、国際復興開発銀行（IBRD）、国際金融公社（IFC ）、国際開発協会（IDA）、および多国間投資保証機関（MIGA）のそれぞれの機関において、2014年12月または2015年3月の時点での票数の多い20か国を示したものである。各国は資本への出資金によってまず最低250票を与えられ、次いで出資率に応じ票数を割り当てられている。
| 順位 | 国             | IBRD      | 国             | IFC       | 国             | IDA        | 国             | MIGA    |
| ---- | -------------- | --------- | -------------- | --------- | -------------- | ---------- | -------------- | ------- |
|      | 総計           | 2,201,754 | 総計           | 2,653,476 | 総計           | 24,682,951 | 総計           | 218,237 |
| 1    | アメリカ合衆国 | 358,498   | アメリカ合衆国 | 570,179   | アメリカ合衆国 | 2,546,503  | アメリカ合衆国 | 32,790  |
| 2    | 日本           | 166,094   | 日本           | 163,334   | 日本           | 2,112,243  | 日本           | 9,205   |
| 3    | 中国           | 107,244   | ドイツ         | 129,708   | イギリス       | 1,510,934  | ドイツ         | 9,162   |
| 4    | ドイツ         | 97,224    | フランス       | 121,815   | ドイツ         | 1,368,001  | フランス       | 8,791   |
| 5    | フランス       | 87,241    | イギリス       | 121,815   | フランス       | 908,843    | イギリス       | 8,791   |
| 6    | イギリス       | 87,241    | インド         | 103,747   | サウジアラビア | 810,293    | 中国           | 5,756   |
| 7    | インド         | 67,690    | ロシア         | 103,653   | インド         | 661,909    | ロシア         | 5,754   |
| 8    | サウジアラビア | 67,155    | カナダ         | 82,142    | カナダ         | 629,658    | サウジアラビア | 5,754   |
| 9    | カナダ         | 59,004    | イタリア       | 82,142    | イタリア       | 573,858    | インド         | 5,597   |
| 10   | イタリア       | 54,877    | 中国           | 62,392    | 中国           | 521,830    | カナダ         | 5,451   |
| 11   | ロシア         | 54,651    | オランダ       | 56,931    | ポーランド     | 498,102    | イタリア       | 5,196   |
| 12   | スペイン       | 42,948    | ベルギー       | 51,410    | スウェーデン   | 494,360    | オランダ       | 4,048   |
| 13   | ブラジル       | 42,613    | オーストラリア | 48,129    | オランダ       | 488,209    | ベルギー       | 3,803   |
| 14   | オランダ       | 42,348    | スイス         | 44,863    | ブラジル       | 412,322    | オーストラリア | 3,245   |
| 15   | 韓国           | 36,591    | ブラジル       | 40,279    | オーストラリア | 312,566    | スイス         | 2,869   |
| 16   | ベルギー       | 36,463    | アルゼンチン   | 38,929    | スイス         | 275,755    | ブラジル       | 2,832   |
| 17   | イラン         | 34,718    | スペイン       | 37,826    | ベルギー       | 275,474    | スペイン       | 2,491   |
| 18   | スイス         | 33,296    | インドネシア   | 32,402    | ノルウェー     | 258,209    | アルゼンチン   | 2,436   |
| 19   | オーストラリア | 30,910    | サウジアラビア | 30,862    | デンマーク     | 231,685    | インドネシア   | 2,075   |
| 20   | トルコ         | 26,293    | 韓国           | 28,895    | パキスタン     | 218,506    | スウェーデン   | 2,075   |

## 融資内訳
|                              | 融資額 (百万アメリカドル) | 融資額 (百万アメリカドル) | 融資額 (百万アメリカドル) | 融資額 (百万アメリカドル) | 融資額 (百万アメリカドル) | 融資額 (百万アメリカドル) | 融資額 (百万アメリカドル) | 融資額 (百万アメリカドル) | 融資額 (百万アメリカドル) | 融資額 (百万アメリカドル) | 融資額 (百万アメリカドル) | 融資額 (百万アメリカドル) |
| 部門                         | 2007年以前                | 2007                      | 2008                      | 2009                      | 2010                      | 2011                      | 2012                      | 2013                      | 2014                      | 2015                      | 2016                      | 計                        |
| ---------------------------- | ------------------------- | ------------------------- | ------------------------- | ------------------------- | ------------------------- | ------------------------- | ------------------------- | ------------------------- | ------------------------- | ------------------------- | ------------------------- | ------------------------- |
| 道路輸送                     | 4,654.2                   | 1,993.5                   | 1,501.8                   | 5,550.3                   | 4,032.3                   | 2,603.7                   | 3,852.5                   | 2,883.6                   | 3,081.7                   | 3,922.6                   | 723.7                     | 34,799.8                  |
| 社会福祉サービス             | 613.1                     | 208.1                     | 185.5                     | 2,878.4                   | 1,477.4                   | 1,493.2                   | 1,498.5                   | 2,592.6                   | 2,745.4                   | 1,537.7                   | 73.6                      | 15,303.5                  |
| 送電/配電                    | 1,292.5                   | 862.1                     | 1,740.2                   | 2,435.4                   | 1,465.1                   | 907.7                     | 1,614.9                   | 395.7                     | 2,457.1                   | 1,632.2                   | 374.8                     | 15,177.8                  |
| 財政管理                     | 334.2                     | 223.1                     | 499.7                     | 129.0                     | 455.3                     | 346.6                     | 3,156.8                   | 2,724.0                   | 3,160.5                   | 2,438.9                   | 690.5                     | 14,158.6                  |
| 鉄道輸送                     | 279.3                     | 284.4                     | 1,289.0                   | 912.2                     | 892.5                     | 1,487.4                   | 841.8                     | 740.6                     | 1,964.9                   | 1,172.2                   | −1.6                      | 9,862.5                   |
| 農村開発                     | 335.4                     | 237.5                     | 382.8                     | 616.7                     | 2,317.4                   | 972.0                     | 944.0                     | 177.8                     | 380.9                     | 1,090.3                   | −2.5                      | 7,452.4                   |
| 都市開発と管理               | 261.2                     | 375.9                     | 733.3                     | 739.6                     | 542.1                     | 1,308.1                   | 914.3                     | 258.9                     | 747.3                     | 1,122.1                   | 212.2                     | 7,214.9                   |
| ビジネス支援サービスと施設   | 113.3                     | 20.8                      | 721.7                     | 181.4                     | 363.3                     | 514.0                     | 310.0                     | 760.1                     | 1,281.9                   | 1,996.0                   | 491.3                     | 6,753.7                   |
| エネルギー政策と行政管理     | 102.5                     | 243.0                     | 324.9                     | 234.2                     | 762.0                     | 654.9                     | 902.1                     | 480.5                     | 1,594.2                   | 1,001.8                   | 347.9                     | 6,648.0                   |
| 農業用水資源                 | 733.2                     | 749.5                     | 84.6                      | 251.8                     | 780.6                     | 819.5                     | 618.3                     | 1,040.3                   | 1,214.8                   | 824.0                     | −105.8                    | 7,011.0                   |
| 地方分権化と地方政府への支援 | 904.5                     | 107.9                     | 176.1                     | 206.7                     | 331.2                     | 852.8                     | 880.6                     | 466.8                     | 1,417.0                   | 432.5                     | 821.3                     | 6,597.3                   |
| 防災と準備                   | 66.9                      | 2.7                       | 260.0                     | 9.0                       | 417.2                     | 609.5                     | 852.9                     | 373.5                     | 1,267.8                   | 1,759.7                   | 114.2                     | 5,733.5                   |
| 大型衛生システム             | 441.9                     | 679.7                     | 521.6                     | 422.0                     | 613.1                     | 1,209.4                   | 268.0                     | 55.4                      | 890.6                     | 900.8                     | 93.9                      | 6,096.3                   |
| 大型給水システム             | 646.5                     | 438.1                     | 298.3                     | 486.5                     | 845.1                     | 640.2                     | 469.0                     | 250.5                     | 1,332.4                   | 609.9                     | 224.7                     | 6,241.3                   |
| 健康政策と行政管理           | 661.3                     | 54.8                      | 285.8                     | 673.8                     | 1,581.4                   | 799.3                     | 251.5                     | 426.3                     | 154.8                     | 368.1                     | 496.0                     | 5,753.1                   |
| その他                       | 13,162.7                  | 6,588.3                   | 8,707.1                   | 11,425.7                  | 17,099.5                  | 11,096.6                  | 16,873.4                  | 13,967.1                  | 20,057.6                  | 21,096.5                  | 3,070.3                   | 140,074.5                 |
| 計                           | 24,602.6                  | 13,069.4                  | 17,712.6                  | 27,152.6                  | 33,975.6                  | 26,314.8                  | 34,248.6                  | 27,593.9                  | 43,748.8                  | 41,905.2                  | 7,624.5                   | 297,948.5                 |

## 加盟国一覧
世界銀行の加盟国は189か国である。
- アフガニスタン
- アルバニア
- アルジェリア
- アンゴラ
- アンティグア・バーブーダ
- アルゼンチン
- アルメニア
- オーストラリア
- オーストリア
- アゼルバイジャン
- バハマ
- バーレーン
- バングラデシュ
- バルバドス
- ベラルーシ
- ベルギー
- ベリーズ
- ベナン
- ブータン
- ボリビア
- ボスニア・ヘルツェゴビナ
- ボツワナ
- ブラジル
- ブルネイ
- ブルガリア
- ブルキナファソ
- ブルンジ
- カンボジア
- カメルーン
- カナダ
- カーボベルデ
- 中央アフリカ共和国
- チャド
- チリ
- コロンビア
- コモロ
- コンゴ民主共和国
- コンゴ共和国
- コスタリカ
- コートジボワール
- クロアチア
- キプロス
- チェコ
- デンマーク
- ジブチ
- ドミニカ国
- ドミニカ共和国
- 東ティモール
- エクアドル
- エジプト
- エルサルバドル
- 赤道ギニア
- エリトリア
- エストニア
- エチオピア
- フィジー
- フィンランド
- フランス
- ガボン
- ガンビア
- ジョージア
- ドイツ
- ガーナ
- ギリシャ
- グレナダ
- グアテマラ
- ギニア
- ギニアビサウ
- ガイアナ
- ハイチ
- ホンジュラス
- ハンガリー
- アイスランド
- インド
- インドネシア
- イラン
- イラク
- アイルランド
- イスラエル
- イタリア
- ジャマイカ
- 日本
- ヨルダン
- カザフスタン
- ケニア
- キリバス
- コソボ
- クウェート
- キルギス
- ラオス
- ラトビア
- レバノン
- レソト
- リベリア
- リビア
- リトアニア
- ルクセンブルク
- 北マケドニア
- マダガスカル
- マラウイ
- マレーシア
- モルディブ
- マリ
- マルタ
- マーシャル諸島
- モーリタニア
- モーリシャス
- メキシコ
- ミクロネシア連邦
- モルドバ
- モンゴル
- モンテネグロ
- モロッコ
- モザンビーク
- ミャンマー
- ナミビア
- ナウル
- ネパール
- オランダ
- ニュージーランド
- ニカラグア
- ニジェール
- ナイジェリア
- ノルウェー
- オマーン
- パキスタン
- パラオ
- パナマ
- パプアニューギニア
- パラグアイ
- 中国
- ペルー
- フィリピン
- ポーランド
- ポルトガル
- カタール
- ルーマニア
- ロシア
- ルワンダ
- セントクリストファー・ネイビス
- セントルシア
- セントビンセント・グレナディーン
- サモア
- サンマリノ
- サントメ・プリンシペ
- サウジアラビア
- セネガル
- セルビア
- セーシェル
- シエラレオネ
- シンガポール
- スロバキア
- スロベニア
- ソロモン諸島
- ソマリア
- 南アフリカ
- 韓国
- 南スーダン
- スペイン
- スリランカ
- スーダン
- スリナム
- スワジランド
- スウェーデン
- スイス
- シリア
- タジキスタン
- タンザニア
- タイ
- トーゴ
- トンガ
- トリニダード・トバゴ
- チュニジア
- トルコ
- トルクメニスタン
- ツバル
- ウガンダ
- ウクライナ
- アラブ首長国連邦
- イギリス
- アメリカ合衆国
- ウルグアイ
- ウズベキスタン
- バヌアツ
- ベネズエラ
- ベトナム
- イエメン
- ザンビア
- ジンバブエ

## 関連書籍
- 『女ひとり世界に翔ぶ ― 内側からみた世界銀行28年』小野節子、講談社 (2005/8/30) - 著者はオノ・ヨーコの妹で、アジア開発銀行初代総裁・渡辺武の推薦で入行（世界銀行入行に試験はなく推薦状のみ）。